# Сочій-Векі
Сочій-Векі (рум. Socii Vechi) — село у Фалештському районі Молдови. Входить до складу комуни, адміністративним центром якої є село Келугер.

## Населення
За даними перепису населення 2004 року у селі проживала 41 особа, усі — молдавани.